# بلاجيوس الثاني
بلاجيوس الثاني، كان البابا الكنيسة الكاثوليكية بين 26 نوفمبر 579 وحتى 7 فبراير 590.
ولد بلاجيوس الثاني في روما عام 520، وربما تعود أصوله لخارجها. ناشد البابا بلاجيوس المساعدة من الإمبراطور البيزنطي موريس ضد اللومبارديين الذين كانوا يستعدون لغزو روما، غير أن الإمبراطور تقاعس في إيفاد جيوشه، مما اضطر البابا إلى «شراء» الهدنة من اللومبارديين. على الصعيد التنظيمي في الكنيسة، فقد شدد بلاجيوس على صعيد تعزيز عزوبة رجال الدين، وأصدر أنظمة صارمة في هذا الشأن الذي لن يتكرس قبل الألفية الثانية. خلال بابويته أنهي الحرم بحق أسقف ميلانو الذي كان قد قطع الشركة مع كنيسة روما مع عدد من أساقفة الشمال الإيطالي لمدة تنوف عن ثلاث سنوات. أمر البابا بيلاجيوس بتشييد كنيسة القديس لورانس فوق المكان الذي قتل فيه القديس لورانس. عارض البابا استعمال بطاركة القسطنطينية للقب «البطريرك المسكوني» والذي اعتقد أن من شأنه تقويض سلطة كنيسة روما. توفي البابا بمرض الطاعون الذي اجتاح روما.

## روابط خارجية
- بلاجيوس الثاني على موقع الموسوعة البريطانية (الإنجليزية)
- بلاجيوس الثاني على موقع إن إن دي بي (الإنجليزية)